# Cyclomia sororcula
Cyclomia sororcula är en fjärilsart som beskrevs av Paul Dognin 1911. Cyclomia sororcula ingår i släktet Cyclomia och familjen mätare. Inga underarter finns listade i Catalogue of Life.